# 陈向先
陈向先（1953年7月—），男，汉族，福建福州人，中华人民共和国政治人物，曾任中共福建省委组织部副部长、常务副部长，福建省政协副主席。